# اسماعیل فلامرزی
اسماعیل فلامرزی (زادهٔ ۲۶ فروردین ۱۳۸۵) بازیکن فوتبال اهل ایران است که در پست دفاع راست یرای باشگاه فوتبال سپاهان در لیگ برتر خلیج فارس بازی می‌کند.
فلامرزی سابقهٔ دعوت به تیم ملی نوجوانان ایران را نیز در کارنامه دارد.

## سابقه باشگاهی

### سپاهان
وی نخستین بار ۲۶ مرداد ۱۴۰۳ در هفتهٔ اول رقابت‌های لیگ برتر فوتبال ایران ۰۴–۱۴۰۳ مقابل چادرملو اردکان به عنوان یار تعویضی در دقایق پایانی به جای کاوه رضایی وارد زمین شد تا اولین تجربه خود در یک بازی حرفه‌ای رده بزرگسالان را کسب کند. وی پس از آن فرصت بازی پیدا نکرد تا هفته ۱۷ رقابت‌ها که پس از جدایی صالح حردانی از سپاهان، فلامرزی به عنوان یکی از گزینه‌های جانشینی وی مطرح شد و در بازی مقابل خیبر خرم‌آباد در آغاز نیمه دوم به‌جای رضا اسدی وارد زمین شد. وی در هفته بعد و بازی مقابل شمس‌آذر برای نخستین بار در ترکیب ثابت تیم قرار گرفت.